# Икеме, Карл
Карл Онора Икеме (англ. Carl Onora Ikeme; род. 8 июня 1986 года в Саттоне, Бирмингем, Англия) — нигерийский футболист, вратарь. Имеет английское и нигерийское гражданство.

## Карьера
В детстве начал заниматься футболом в своём родном городе и участвовал в соревнованиях между местными и региональными командами по футболу.
Икеме является воспитанником клуба «Вулверхэмптон Уондерерс», за который он дебютировал в 2003 году. Всю карьеру Икеме принадлежал этому клубу, однако неоднократно выступал за другие команды на правах аренды.
В июле 2017 года у Икеме была диагностирована лейкемия. Летом 2018 года после курса интенсивной химеотерапии и наступления полной ремиссии объявил о завершении карьеры.